# ШБ
ШБ (ББ-2) — советский опытный двухместный штурмовик-бомбардировщик, он же «ближний бомбардировщик второй», созданный в ОКБ Павла Сухого. Модификация самолёта Су-2. Отличался двигателем М-88, деревянным фюзеляжем, усиленным бронированием, улучшенной аэродинамикой.
В серии не строился, так как уже был выпущен бронированный штурмовик Ил-2, имеющий такую же бомбовую нагрузку, к тому же ШБ в ходе испытаний потерпел аварию и не восстанавливался.

## История

штурмовик-бомбардировщик ШБ

Весной 1940 года поднялся в воздух опытный штурмовик-бомбардировщик (ШБ), разработанный группой конструкторов, которыми руководил Павел Осипович Сухой. Проектирование этого самолёта началось в 1938 году, когда даже военные специалисты ещё недостаточно чётко представляли себе круг боевых обязанностей машин для непосредственной поддержки наземных войск на поле боя. Поэтому конструкторы стремились обеспечить ШБ такие лётно-технические параметры, которые позволяли бы использовать его и для уничтожения живой силы и техники на поле боя и для ударов по коммуникациям и военным объектам противника в его ближнем тылу.
В апреле 1940 года самолёт был собран и передан на аэродром для подготовки к заводским испытаниям.
25 мая 1940 года летчик-испытатель завода № 156 впервые поднял самолёт ББ-2 М-88 в воздух.
4 июня после выполнения полетного задания не выпустилось шасси. Испробовав все варианты выпуска (основной и аварийный) капитан В. Т. Сахранов произвел посадку на аэродром с полувыпущенными стойками. Самолёт получил незначительные повреждения.
Аварийная комиссия сочла действия экипажа правильными, а причиной аварии, по её мнению, стал недостаток конструктивной схемы шасси. После ремонта испытания самолёта продолжились.
В начале октября 1940 года завод № 156 по акту передал самолёт ББ-2 М-88 заводу № 289.
29 октября Сухой Павел Осипович доложил заместителю начальника 7ГУ НКАП С. Н. Шишкину, что: «Самолёт ББ-2 М-88 окончил заводские испытания по программе, утвержденной 7-м Главным Управлением. Ввиду расхождения максимальных скоростей по расчёту с летными данными, считаю необходимым продолжить испытания для снятия поляры, опробования новых винтов и выхлопа. Для проведения этих полетов выделен летчик завода № 289 т. Фиксон Н. Д.».
11 ноября разрешение на дополнительные испытания было получено.
27 ноября 1940 года экипаж в составе летчика-испытателя Н. Д. Фиксона и наблюдателя — ведущего инженера 8 отдела ЦАГИ М. Д. Соколова совершил вынужденную посадку на летнем аэродроме Липицы, расположенном в десяти километрах восточнее Серпухова. Причиной посадки стал перегрев и выброс масла с одновременным падением его давления.
28 ноября комиссия 8 отдела ЦАГИ осмотрела самолёт и мотор, и после опробования его на всех режимах дала разрешение на перелет самолёта ББ-2 на аэродром Раменское.
Через час после взлета с места вынужденной посадки мотор М-88 стал давать перебои в работе, затем остановился. Экипаж совершил аварийную посадку на пашню вблизи аэродрома войсковой части СПБ-134 (район Подольска). При посадке летчик получил травму лица и был отправлен в больницу, а на самолёте были сломаны опоры шасси, погнут винт, повреждены консоли крыла, всасывающий патрубок и туннель масляного радиатора.
По всей видимости самолёт не восстанавливался, а постановлением СНК СССР и ЦК ВКП(б) от 16 апреля 1941 года работы по нему были прекращены.

## Конструкция
По конструкции самолёт ББ-2 (ШБ) несколько отличался от серийного самолёта Су-2 (ББ-1).
При проектировании ББ-2 ставилась задача получить конструкцию простую в серийном производстве, с минимальным применением алюминиевых сплавов, замененных сталью и древесиной.
Фюзеляж и киль изготавливались целиком из древесины.
В консольных частях крыла — смешанной конструкции, металл использовался только в лонжеронах, во второй нервюре и в законцовке. Смешанную конструкцию имел и центроплан крыла.
Самолёт ББ-2 отличался кинематикой уборки и выпуска основных опор шасси, убиравшихся назад в центроплан крыла с поворотом колес на 90°. Впоследствии аналогичная схема применялась на самолётах Су-1 ,Су-6 и в ряде других проектов.

## Итоги
По расчётам конструкторов, штурмовик-бомбардировщик с двигателем воздушного охлаждения должен был развивать скорость у земли до 350 км/ч. Его дальность полета около 800 км, потолок до 8 тыс.м. Летные испытания в основном подтвердили расчётные данные. Самолёт показал хорошую устойчивость и управляемость. Однако, как показали первые же крупные операции, проведённые противниками в первый период второй мировой войны, сочетать в одном самолёте качества штурмовика и бомбардировщика (хотя экономически это и выгодно) все же нецелесообразно. Штурмовику нужны более сильное бронирование, стрелковое вооружение разного, в том числе крупного калибра, меньшая высотность, но большая скорость у земли. С учётом этих, продиктованных жизнью требований конструкторы приступили к разработке специализированного самолёта — штурмовика под новый мощный двигатель воздушного охлаждения М-71.
В 1940 году в развитие машины ШБ создан полноразмерный натурный макет самолета ОБШ — «опытный бомбардировщик-штурмовик». На основе ОБШ с подачей двигателя М-71 в 1941 году создан и облетан штурмовик Су-6.

## Тактико-технические характеристики

### Технические характеристики
- Экипаж: 1 человек
- Длина: 10,25 м
- Размах крыла: 14,30 м
- Высота: 3,94 м
- Масса:
  - Пустого самолёта : 3100 кг
  - Взлётная масса: 4500 кг
- Двигатель: 1 × ПД Швецов М-88
- Мощность: 1 × 950 л.с.

### Лётные характеристики
- Максимальная скорость на высоте: 460 км/ч
- Дальность полёта: 920 км
- Практический потолок: 8800 м

### Вооружение
- Стрелково-пушечное вооружение :
  - 6 × 7,62-мм пулемёты ШКАС
- Бомбовая нагрузка: 600 кг бомб